# Stadtbefestigung von Sukhothai

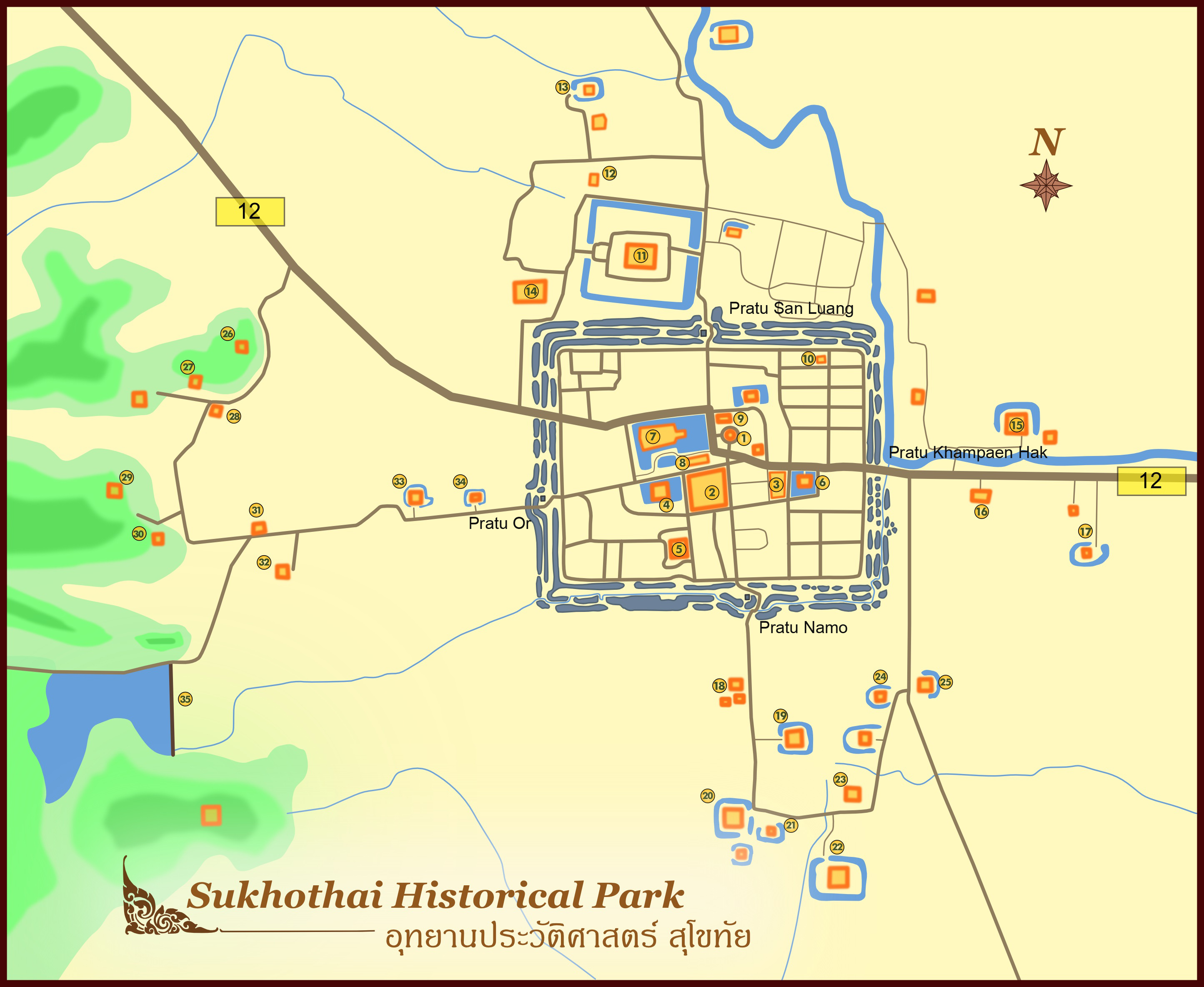
Stadtbefestigung von Sukhothai mit der Lage der Tore

Die Stadtbefestigung von Sukhothai befindet sich im UNESCO-Weltkulturerbe Geschichtspark Sukhothai, 13 km westlich der modernen Stadt Sukhothai in der Provinz Sukhothai im nördlichen Zentral-Thailand. Das heutige Kulturdenkmal umgab in der Zeit des Königreichs Sukhothai dessen Hauptstadt.

## Struktur und Geschichte
Die Stadtbefestigung besteht aus einem dreifachen Wall- und Grabensystem. Die Erdwälle, von denen der äußere mit Laterit- und Backsteinen verkleidet war, wurden von bis zu 20 m breiten Wassergräben voneinander geschieden. Das Befestigungssystem bildet ein annäherndes Rechteck mit Seitenlängen von rund 1.800 m an der Nord- und an der Südseite und rund 1.400 m an der Ost- und Westseite, so dass eine Fläche von insgesamt gut 2,5 Quadratkilometern umschlossen wurde. Es gab insgesamt vier Stadttore, je eines in jeder der vier Himmelsrichtungen.
Die Stadtumwehrung wurde spätestens in der zweiten Hälfte des 13; Jahrhunderts errichtet. In dem ersten Dokument in thailändischer Schrift, der auf das Jahr 1292 zu datierenden, so genannten Inschrift Nr. 1, schreibt sich König Ramkhamhaeng unter anderem die Befestigung der Stadt zugute. Außer der wohl erst später angebrachten äußeren Steinverkleidung gab es nur eine weitere grundlegende Instandsetzungsmaßnahme, vermutlich erst nach der Sukhothai-Ära im 16. Jahrhundert, als die Stadt schon unselbständiger Bestandteil des Königreichs Ayutthaya war.

### Pratu San Luang (Nordtor)
Das Nordtor war von Erdbefestigungen flankiert, die man noch heute im Gelände wahrnehmen kann. An diesem Stadttor endete – von Si Satchanalai kommend – die Thanon Phra Ruang. Historiker diskutieren, ob das Gelände unmittelbar vor dem Tor möglicherweise als Marktplatz für den Warenaustausch zwischen den beiden Königsstädten diente.

### Pratu Kamphaen Hak (Osttor)
Das Osttor wurde beim Bau der Thailand Route 12 zerstört. Heute sind nur noch die durchbrochenen Wälle und versumpften Gräben rechts und links des Highways zu sehen.

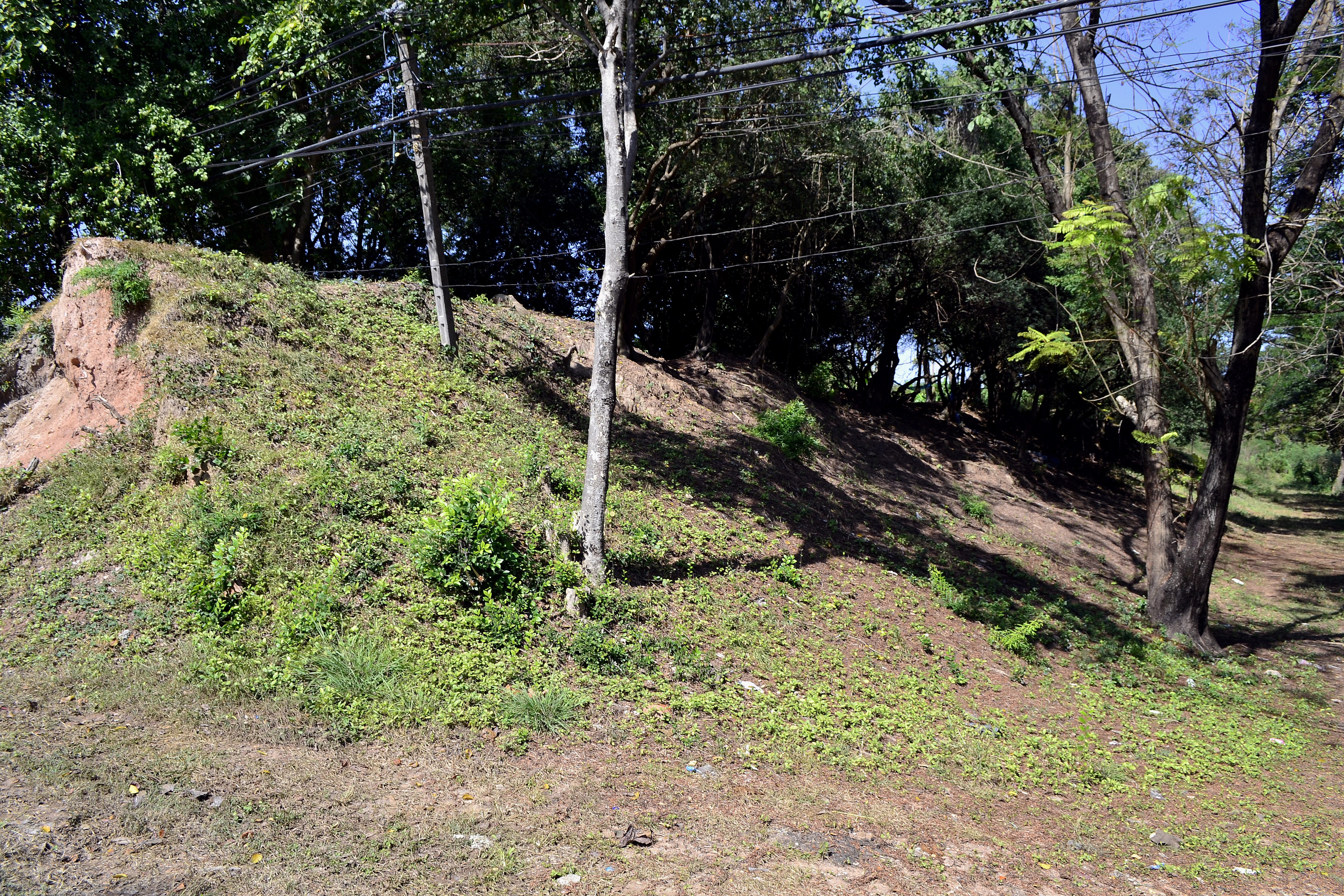
Pratu Kamphaen Hak Innerer, links von der Straße durchbrochener Verteidigungswall
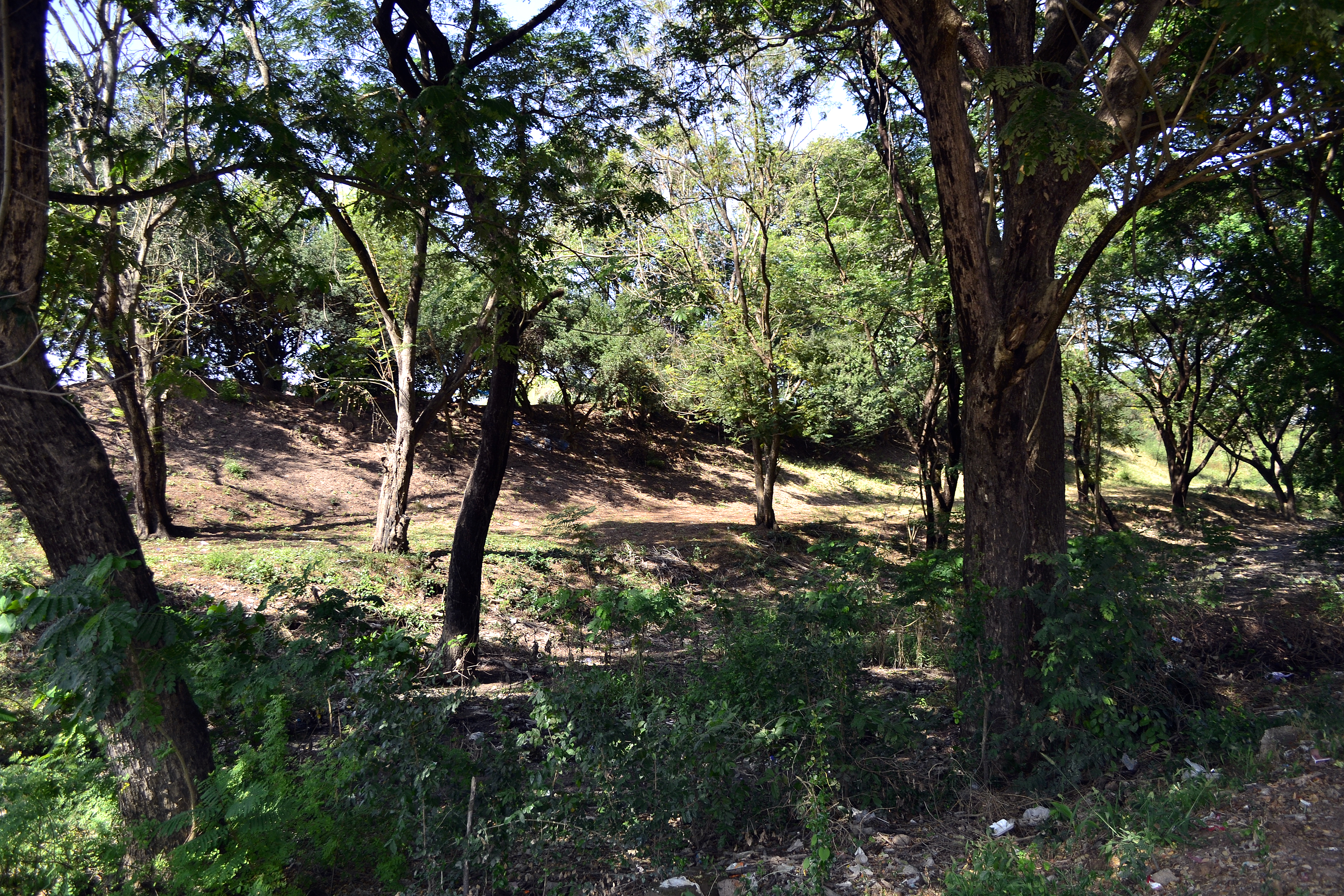
Pratu Kamphaen Hak Stark verlandeter innerer Graben; im Hintergrund der innere Verteidigungswall

### Pratu Namo (Südtor)
Das Südtor liegt in der Mitte des südlichen Wall- und Grabensystems. Es war mit einem Verteidigungsturm versehen. Einzigartig ist eine Befundsituation unmittelbar außerhalb des Tores. Hier befindet sich eine Backsteinplattform mit Lateritsäulen sowie ein Podest, auf dem sich wahrscheinlich früher Skulpturen befanden.

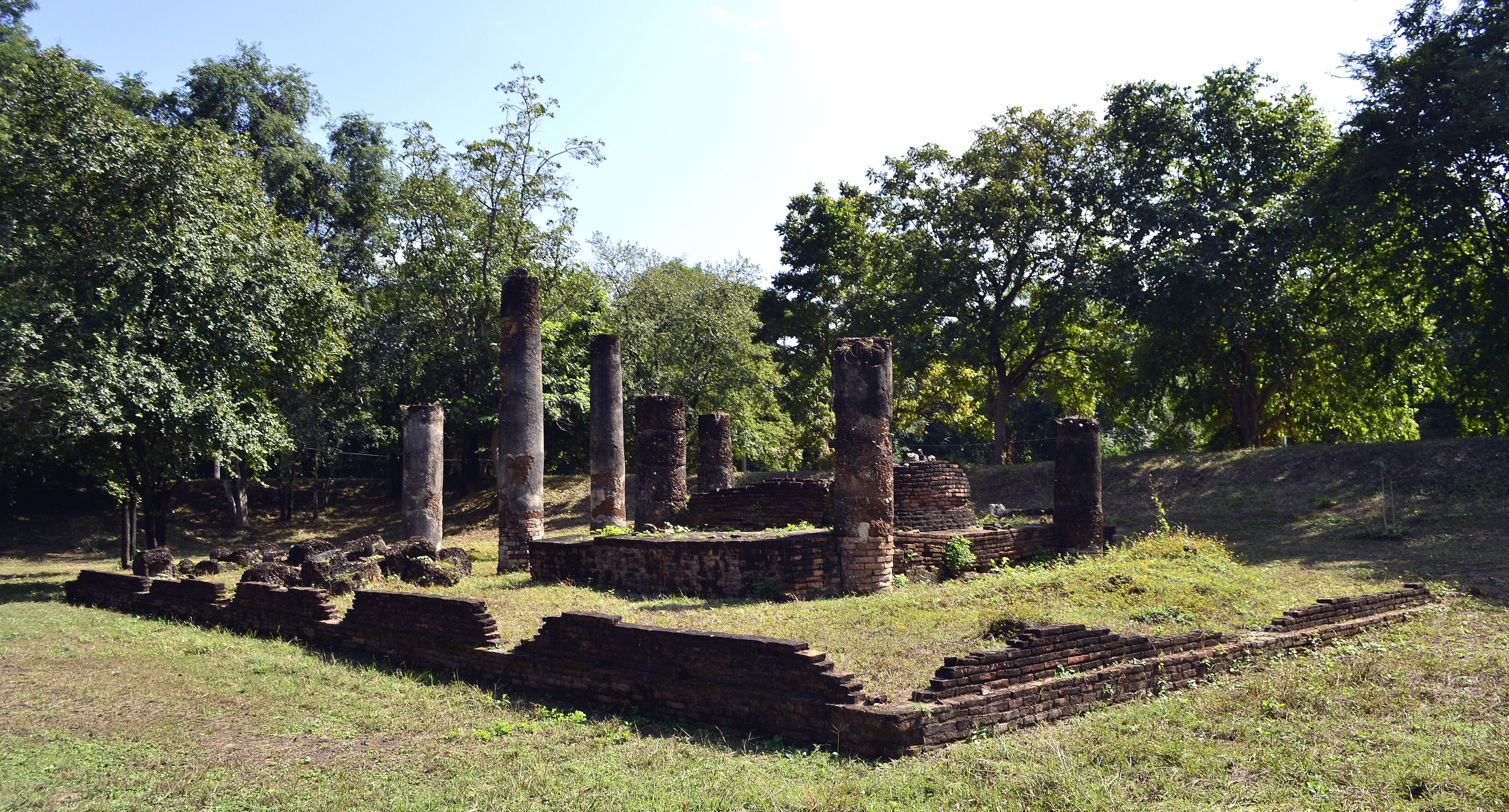
Pratu Namo Gebäude außerhalb des Tores
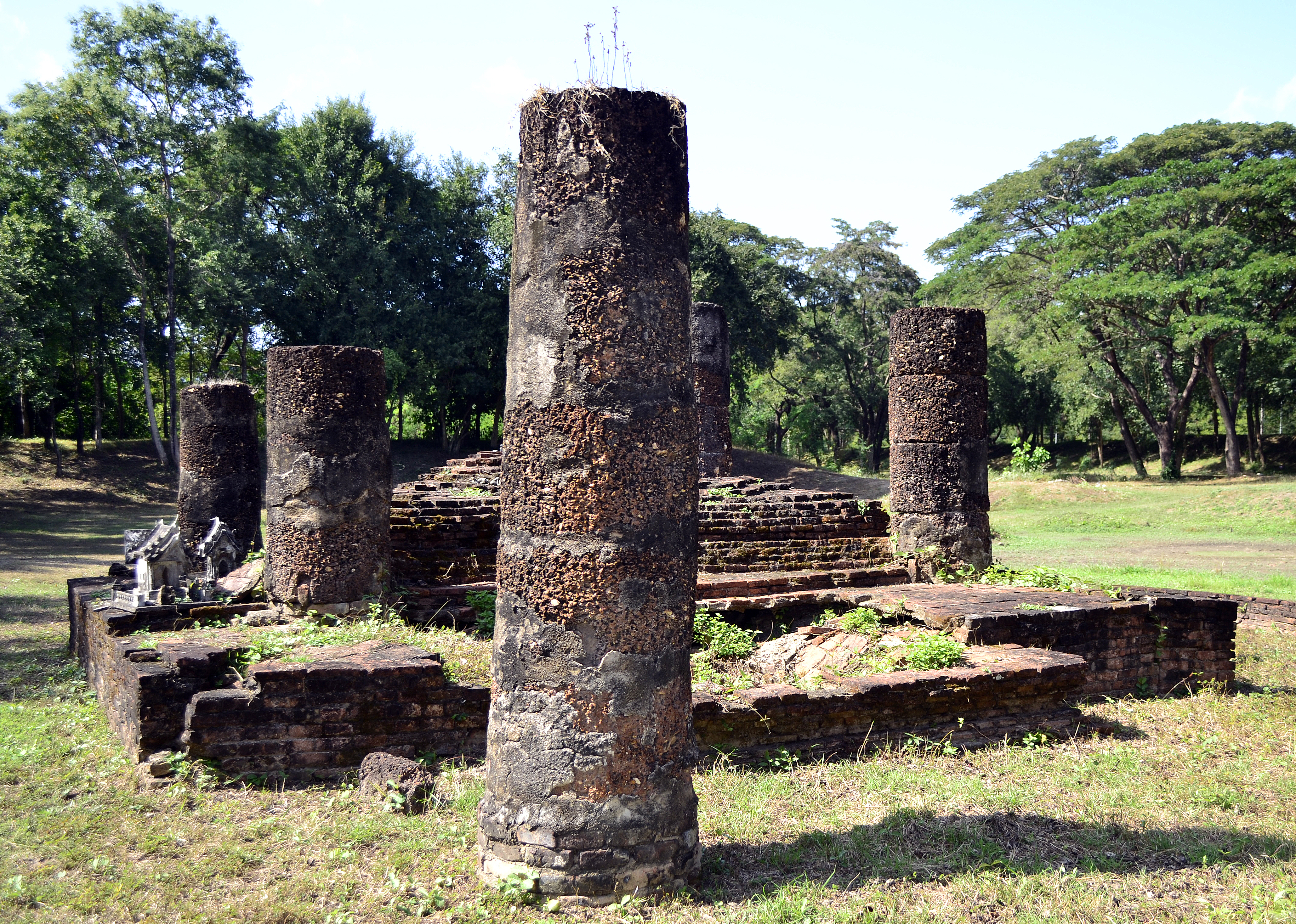
Pratu Namo Gebäude außerhalb des Tores
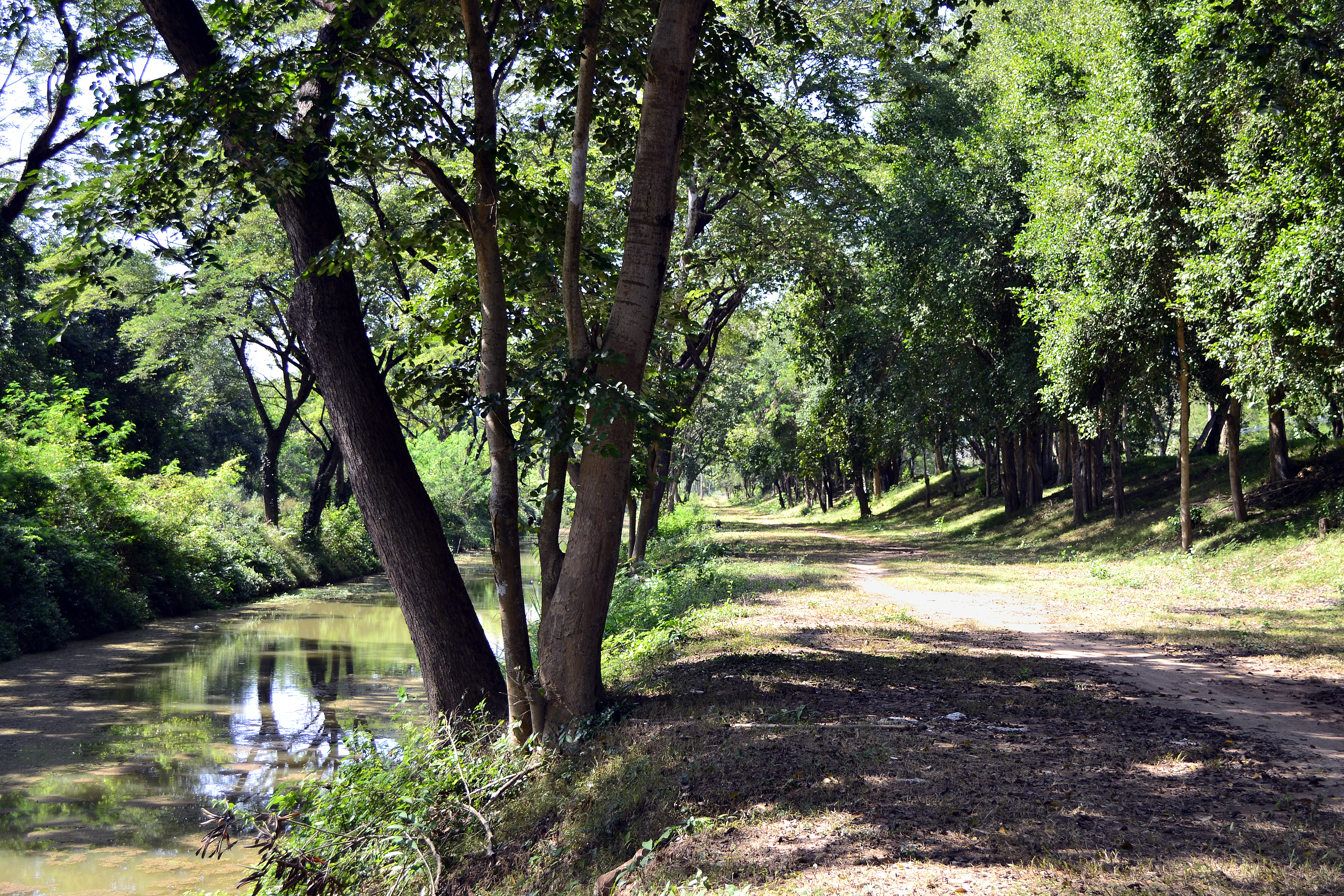
Pratu Namo Wall- und Graben-System
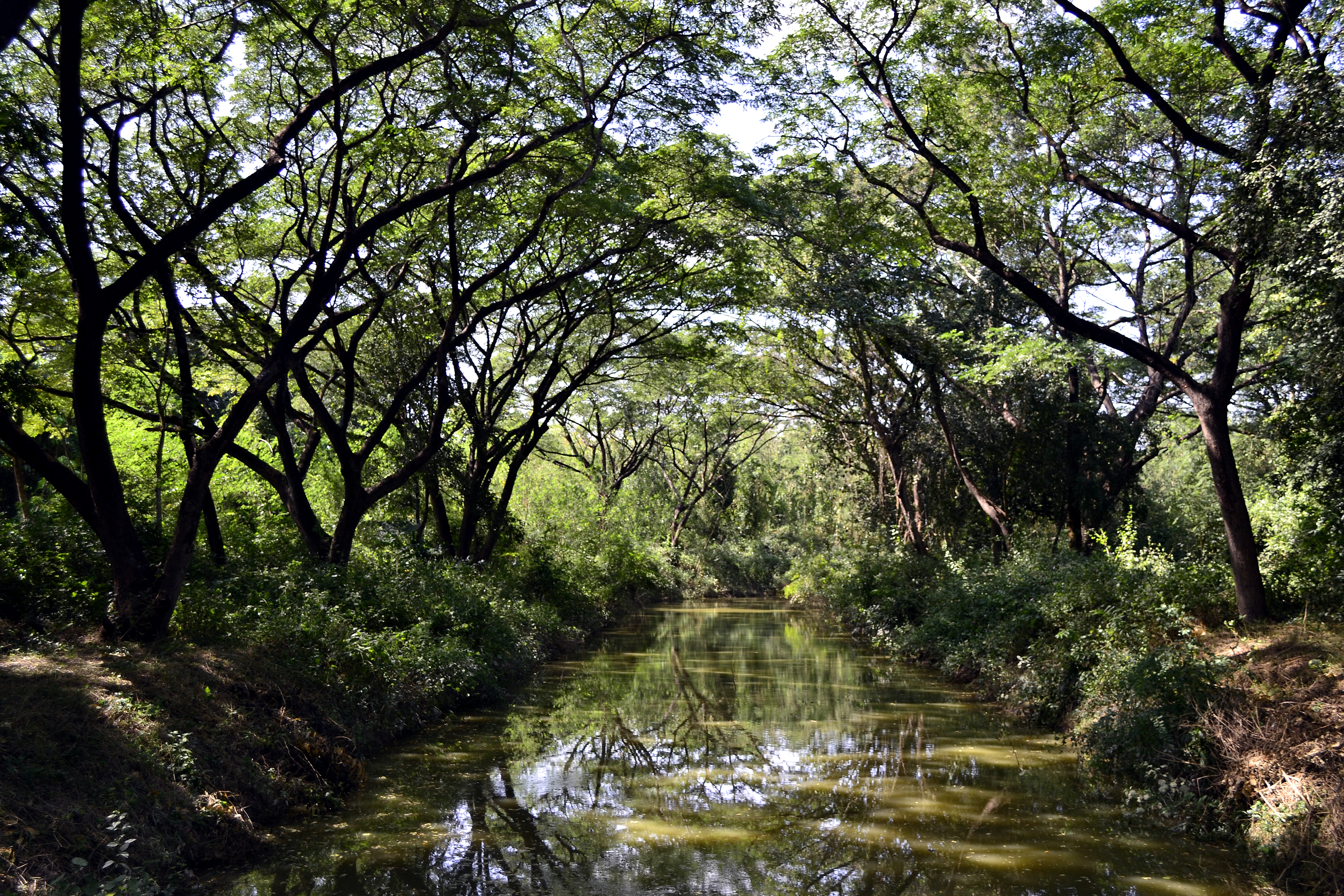
Pratu Namo Äußerer Graben
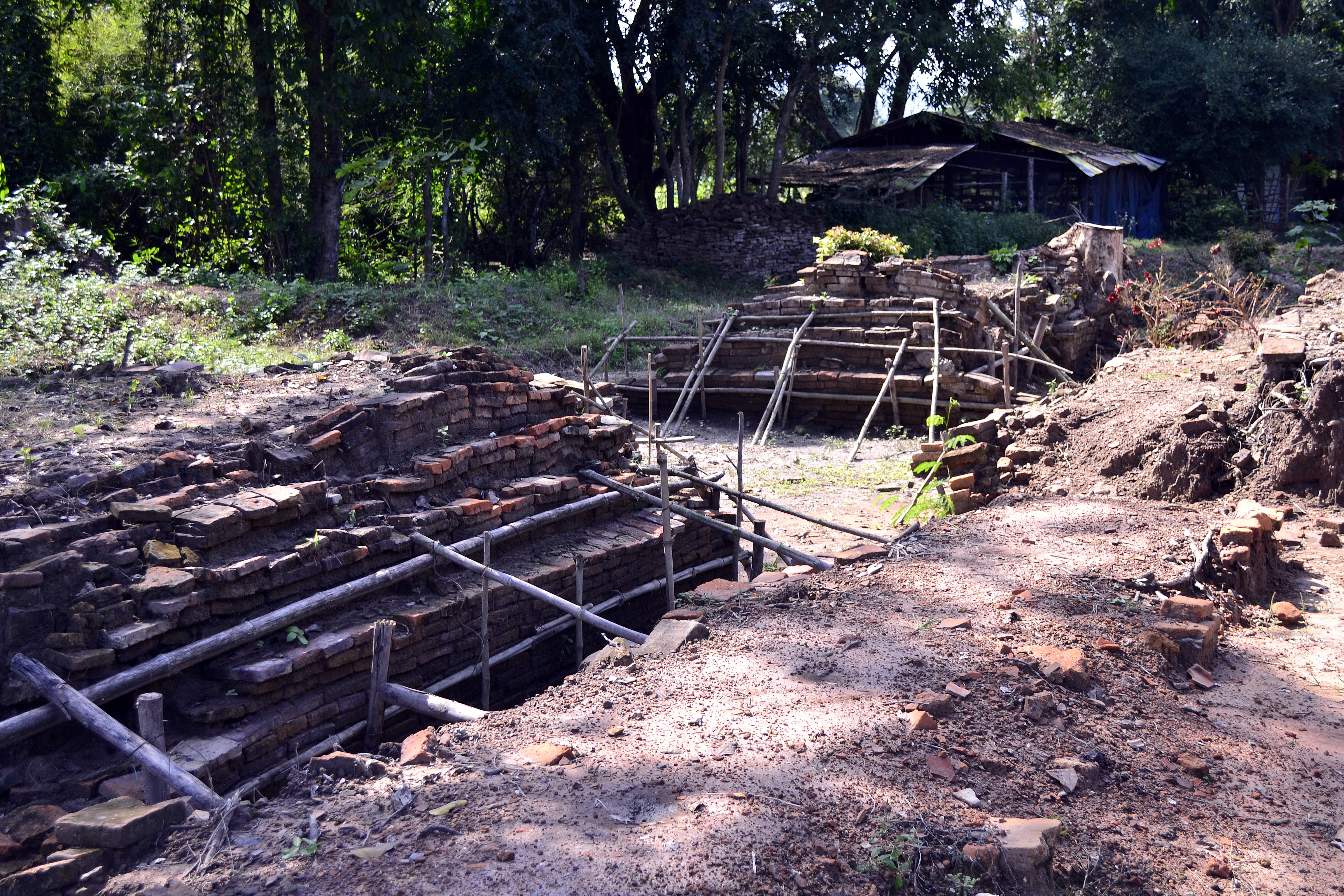
Pratu Namo Ausgrabung eines Befundes außerhalb des Tores (Zustand Dezember 2013)

### Pratu Or (Westtor)
Pratu Or, das die Stadt zur westlichen Hügelkette mit den Klöstern der Waldmönche hin öffnet, ist vollständig mit Lateritsteinen konstruiert.

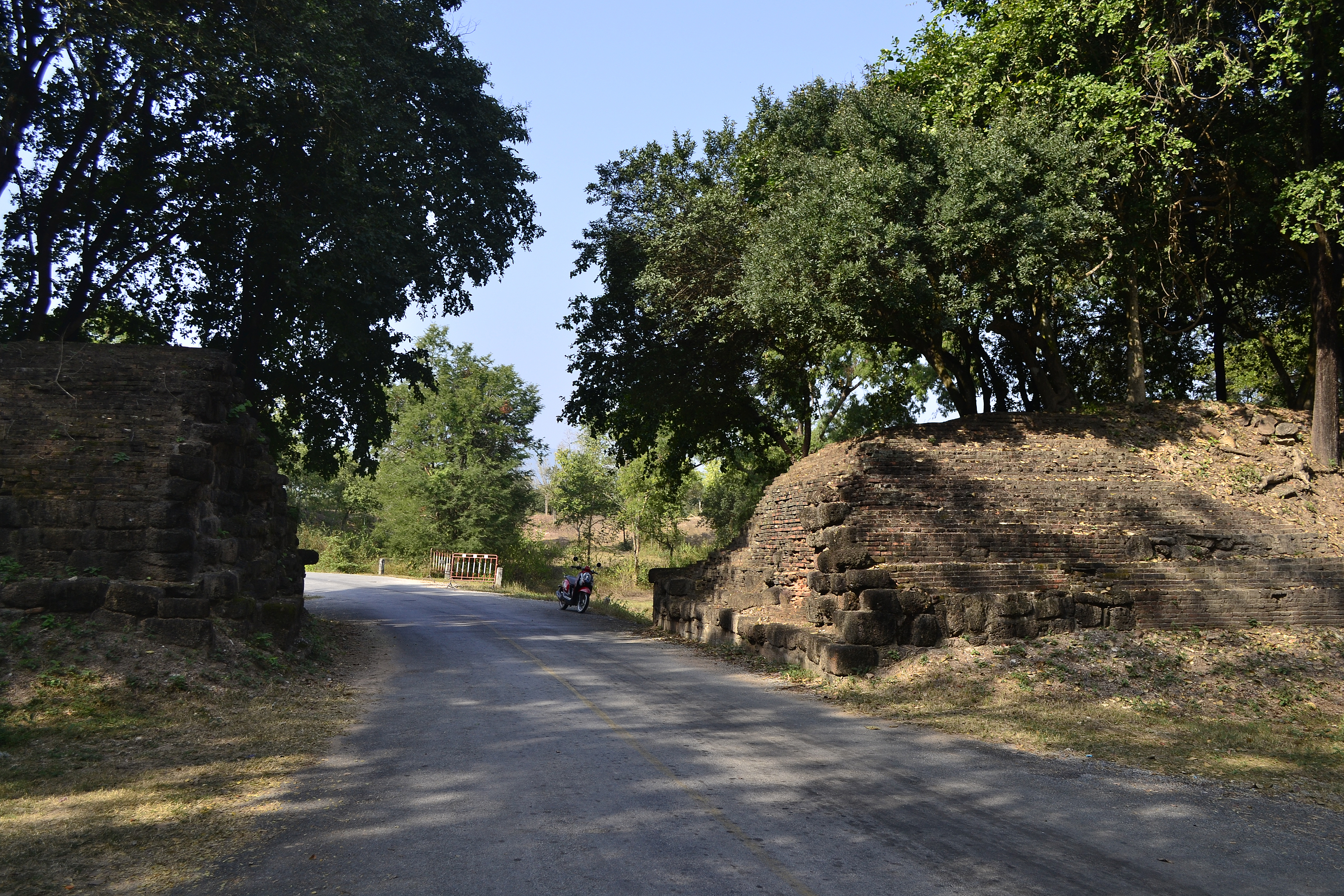
Pratu Or Sicht von Osten (Innen)
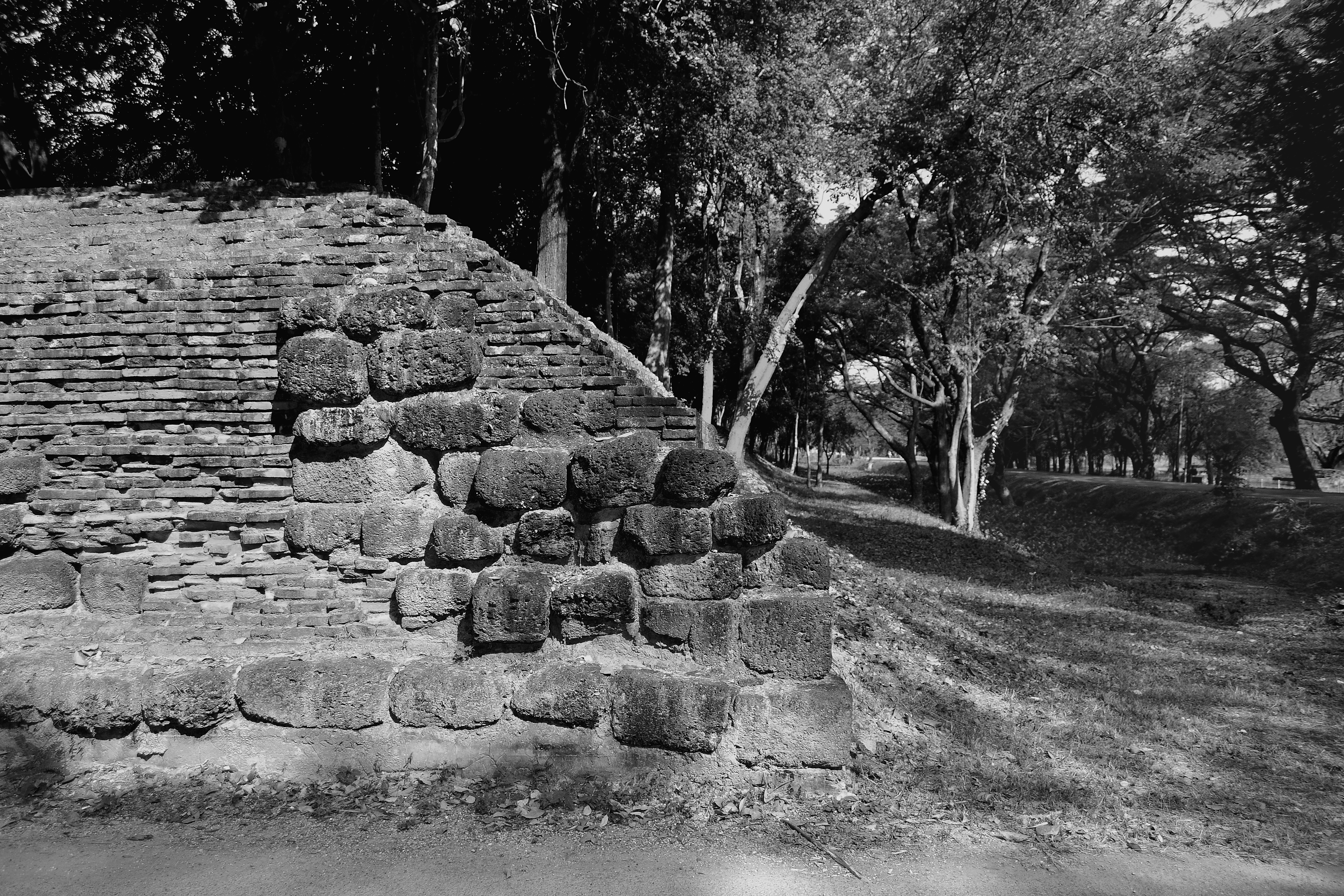
Pratu Or Teilabschnitt von Süden
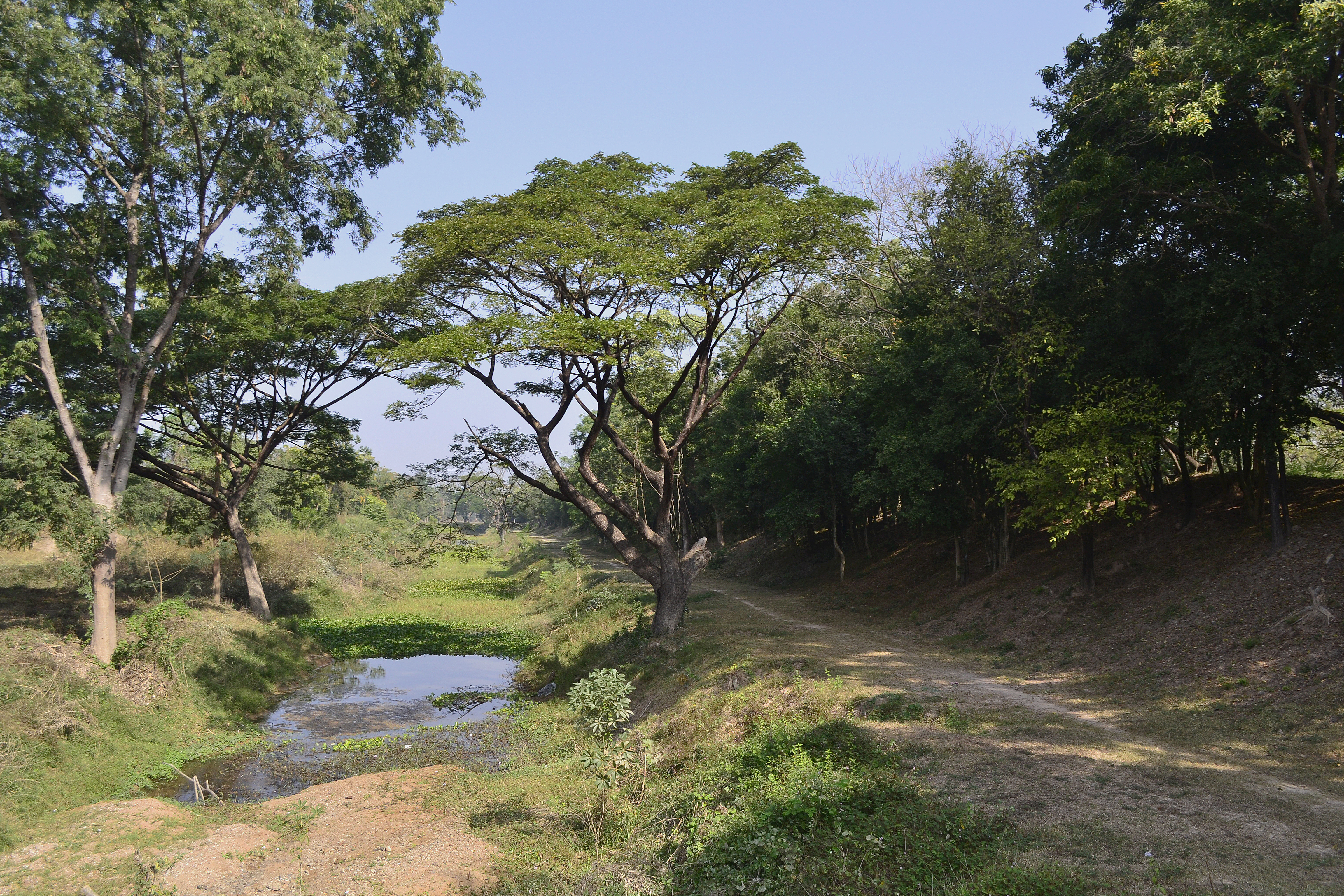
Pratu Or Versumpfter Graben
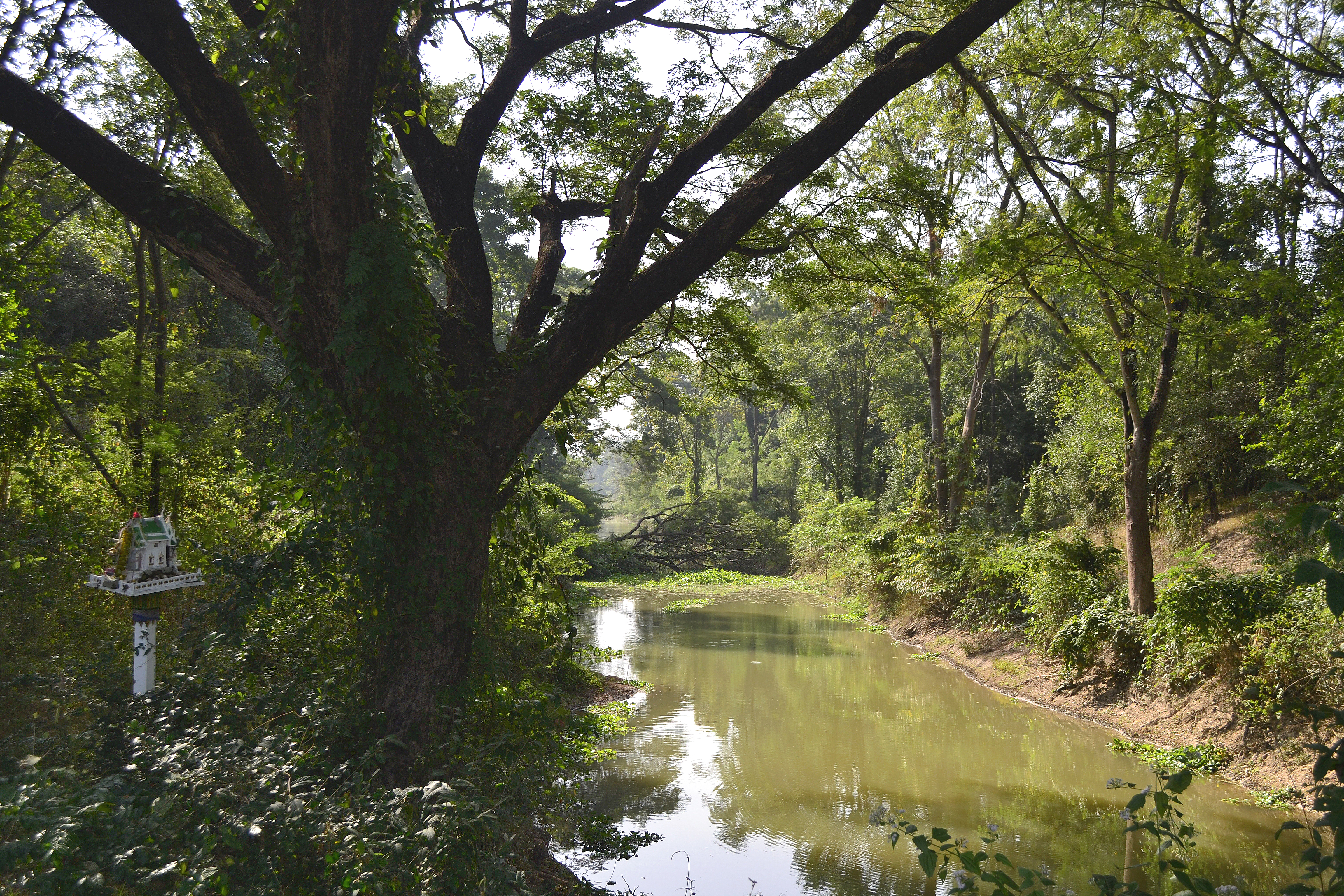
Pratu Or Versumpfter Graben